# Kościół św. Andrzeja Boboli w Rydzewie
Kościół św. Andrzeja Boboli w Rydzewie – rzymskokatolicki ceglany kościół parafialny z końca XVI wieku w Rydzewie w powiecie giżyckim, wpisany do rejestru zabytków nieruchomych województwa warmińsko-mazurskiego, należący do parafii św. Andrzeja Boboli.

## Historia
Obiekt został zbudowany w latach 1579–1591 w stylu gotyckim, a w latach 1772–1773 przebudowano go w duchu baroku, dodając barokową wieżę. Do 1945 była to świątynia protestancka (parafia ewangelicka powstała we wsi 17 listopada 1579). Następnie została przejęta przez katolików i wyremontowana w 1961 (oddzielono wtedy ambonę od ołtarza). Duszpasterstwo początkowo prowadzili księża z Rynu, Giżycka i Miłek. W 1958 duszpasterz zamieszkał w Rydzewie. Dekret erekcyjny parafii wydał biskup Tomasz Wilczyński 28 marca 1962.

## Architektura
Obecnie, wzniesiona na planie prostokąta, trójnawowa świątynia posiada cechy gotyku i baroku. Fundamenty wykonano z kamienia, ściany z cegły palonej.

## Wnętrze i wyposażenie
Nawa główna kryta jest sklepieniem kolebkowym, natomiast nawy boczne płaskimi stropami. Do najcenniejszych elementów wyposażenia należą:
- architektoniczny ołtarz główny z 1600 o trzech kondygnacjach,
- drewniane drzwi zakrystii pochodzące z 1591, na których od strony nawy wyrzeźbiono słowa proroka Izajasza wraz z odniesieniem do Listu św. Pawła do Galatów,
- drewniane drzwi kruchty z wyrytymi cytatami z Biblii (prawdopodobnie XVIII wiek),
- ambona barokowa z 1630,
- puncowana, brązowa misa chrzcielna (XVII wiek),
- ławka kolatorska fundatora świątyni Mikołaja Bogaczewskiego i jego potomków (XVII wiek)[3].

Pierwszy dzwon został zainstalowany w 1604, ale ze względu na fakt, że do 1773 kościół nie posiadał dzwonnicy, nie wiadomo, gdzie pierwotnie był zawieszony. W 1944 został wywieziony przez Niemców i obecnie wisi w kościele w Quackenbruck.

## Otoczenie
W 2016 przy kościele został posadzony Dąb Pamięci majora Tadeusza Blicharskiego.

## Galeria

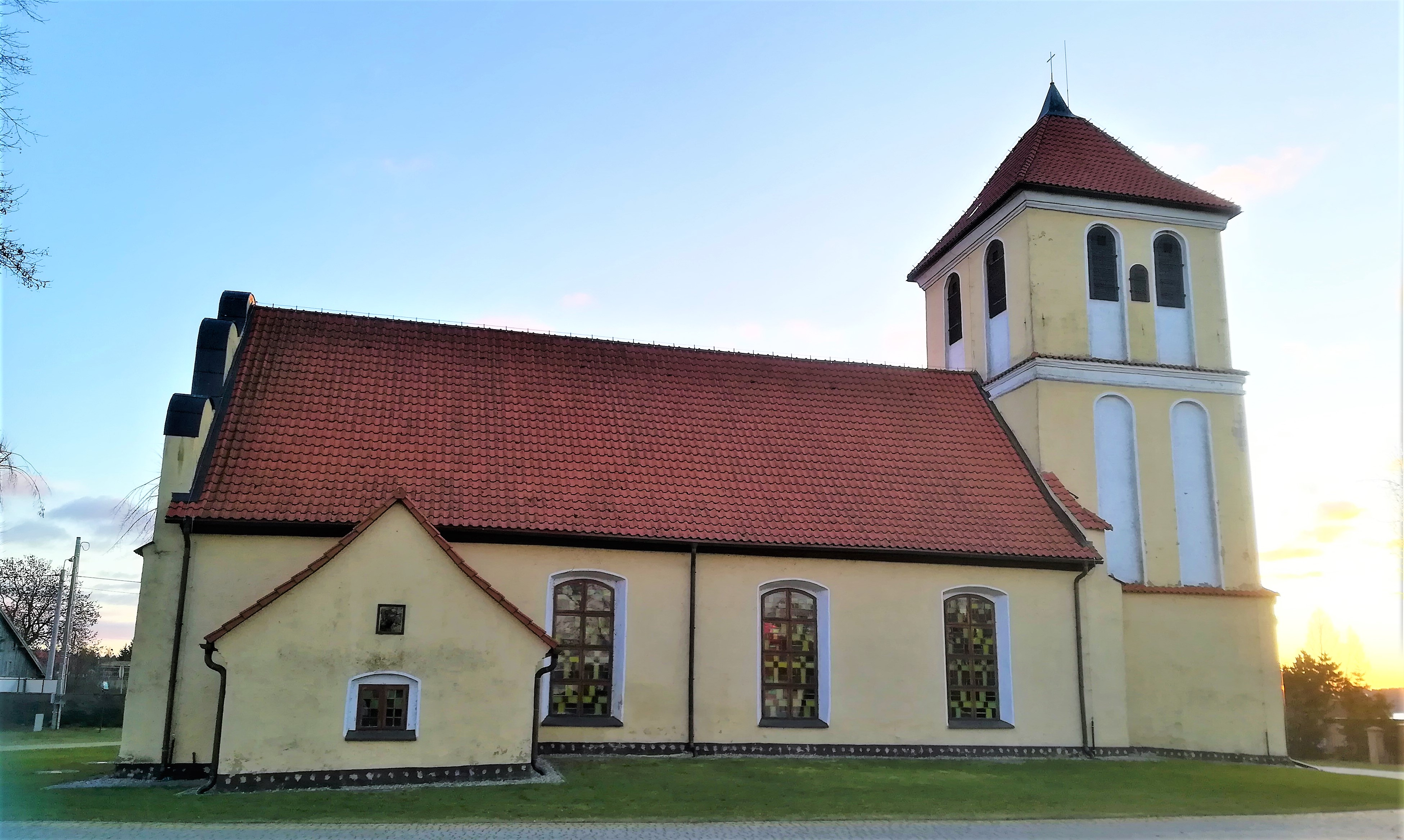
Widok od strony jeziora
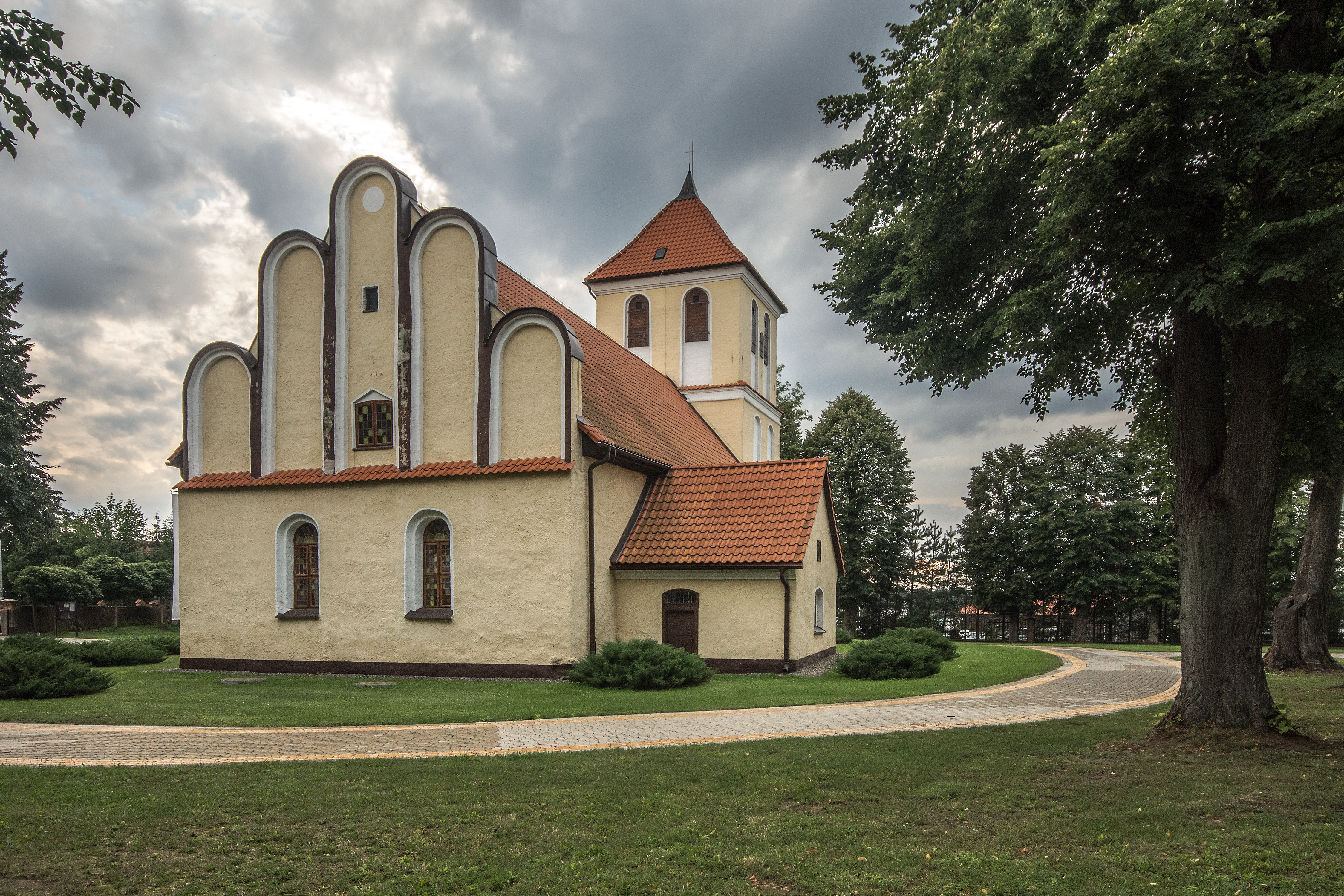
Ściana szczytowa
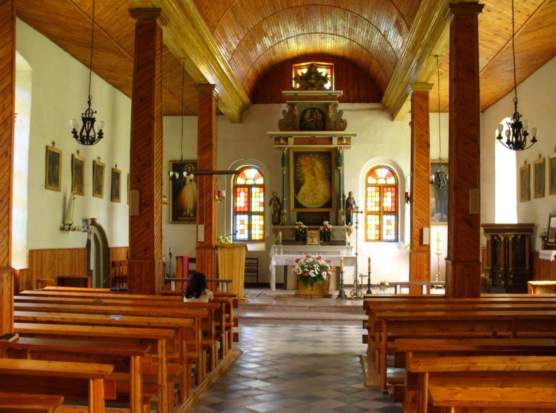
Wnętrze z ołtarzem
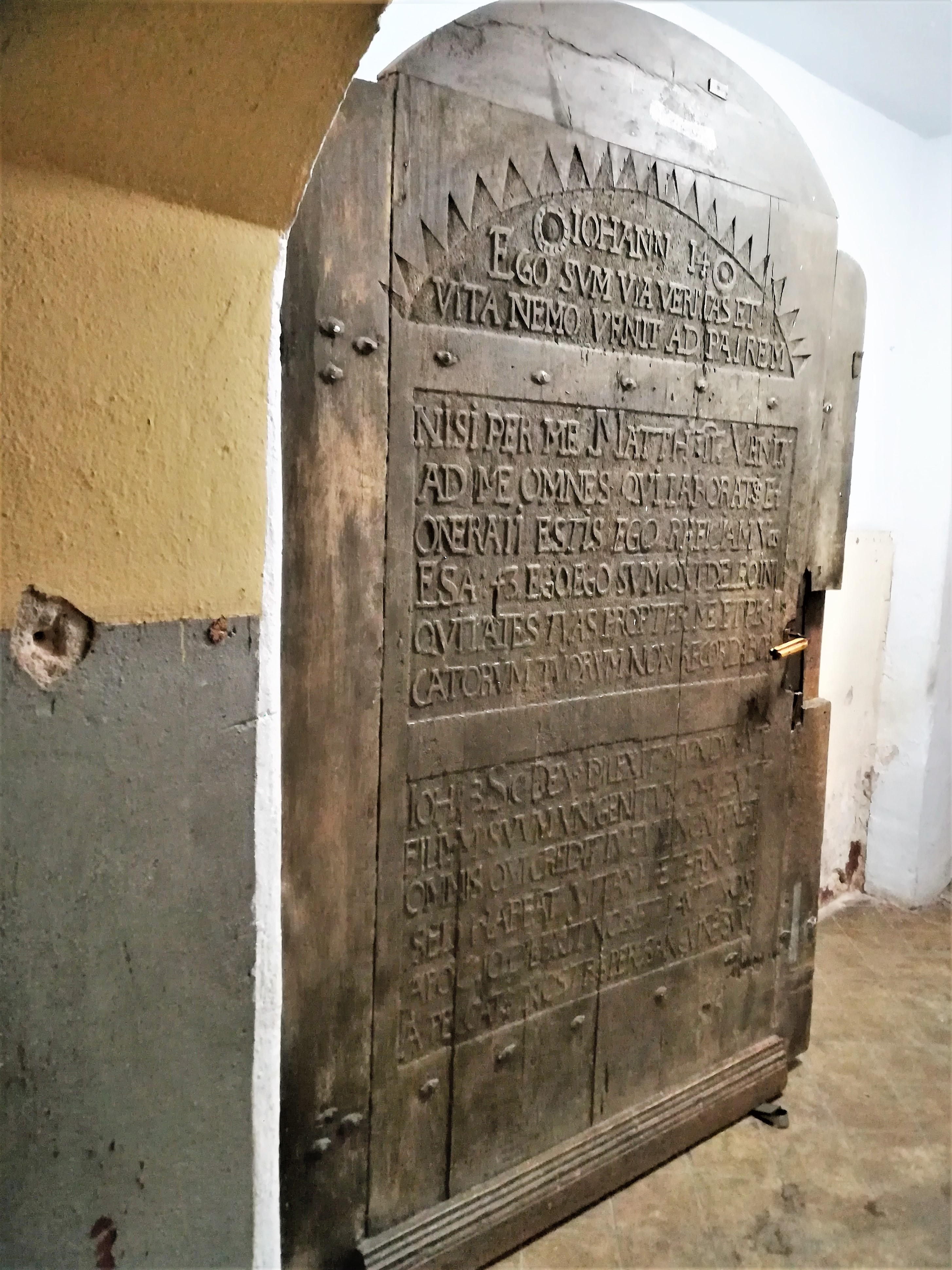
Drzwi kruchty z inskrypcją